# Инвариант Казимира
Инвариант Казимира (оператор Казимира) — примечательный элемент центра универсальной обёртывающей алгебры алгебры Ли. Назван по имени голландского физика Хендрика Казимира. Примером является квадрат оператора момента импульса, который является инвариантом Казимира трёхмерной группы вращений. Операторы Казимира группы Пуанкаре имеют глубокий физический смысл, так как с их помощью определяются понятия массы и спина элементарных частиц.

## Определение
Положим, что {\displaystyle {\mathfrak {g}}} — {\displaystyle n}-мерная полупростая алгебра Ли. Пусть {\displaystyle \{X_{i}\}_{i=1}^{n}} — любой базис {\displaystyle {\mathfrak {g}}}, а {\displaystyle \{X^{i}\}_{i=1}^{n}} — двойственный базис, построенный по фиксированной инвариантной билинейной форме (например, форме Киллинга) на {\displaystyle {\mathfrak {g}}}. Элемент Казимира {\displaystyle \Omega } — это элемент универсальной обёртывающей алгебры, определяемый формулой
{\displaystyle \Omega =\sum _{i=1}^{n}X_{i}X^{i}.}
Несмотря на то, что определение элемента Казимира относится к конкретному выбору базиса в алгебре Ли, легко показать, что полученный элемент {\displaystyle \Omega } не зависит от этого выбора. Более того, инвариантность билинейной формы, использованная в определении, подразумевает, что элемент Казимира коммутирует со всеми элементами алгебры {\displaystyle {\mathfrak {g}}}, и, следовательно, лежит в центре универсальной обёртывающей алгебры {\displaystyle U({\mathfrak {g}}).}
Любому представлению {\displaystyle \rho } алгебры {\displaystyle {\mathfrak {g}}} на векторном пространстве V, возможно бесконечномерном, соответствует инвариант Казимира {\displaystyle \rho (\Omega )}, линейный оператор на V, задаваемый формулой
{\displaystyle \rho (\Omega )=\sum _{i=1}^{n}\rho (X_{i})\rho (X^{i}).}
Частный случай данной конструкции играет важную роль в дифференциальной геометрии и общем анализе. Если связная группа Ли G с алгеброй Ли {\displaystyle {\mathfrak {g}}} действуют на дифференцируемом многообразии M, то элементы {\displaystyle {\mathfrak {g}}} представляются дифференциальными операторами первого порядка на M. Представление {\displaystyle \rho } действует на пространстве гладких функций на M. В такой ситуации инвариант Казимира — это G-инвариантный дифференциальный оператор второго порядка на M, определяемый по вышеуказанной формуле. Он (в зависимости от конвенции, с точностью до знака) совпадает с оператором Лапласа — Бельтрами на подлежащем многообразии группы Ли G относительно метрики Картана — Киллинга.
Более общие инварианты Казимира могут быть также определены. Они обычно встречаются при изучении псевдо-дифференциальных операторов и теории Фредгольма.

## Свойства
Оператор Казимира — примечательный элемент центра универсальной обёртывающей алгебры алгебры Ли. Другими словами, это член алгебры всех дифференциальных операторов, коммутирующий со всеми генераторами в алгебре Ли.
Число независимых элементов центра универсальной обёртывающей алгебры также является рангом в случае полупростой алгебры Ли. Оператор Казимира даёт понятие Лапласиана на общих полупростых группах Ли; но такой путь показывает, что может существовать не единственный аналог Лапласиана, для ранга >1.
В любом неприводимом представлении алгебры Ли, по лемме Шура, любой член центра универсальной обёртывающей алгебры коммутирует со всем и, таким образом, пропорционален единичному. Этот коэффициент пропорциональности может быть использован для классификации представлений алгебры Ли (а, следовательно, также её группы Ли). Физическая масса и спин — примеры таких коэффициентов, как и многие другие квантовые числа, используемые квантовой механикой. Внешне, топологические квантовые числа представляют собой исключение из этой модели; хотя более глубокие теории наводят на мысль, что это две грани одного явления.

## Пример: so(3)
Алгебра Ли {\displaystyle {\mathfrak {so}}(3)} соответствует SO(3), группе вращений 3-мерного евклидова пространства. Она простая ранга 1, и таким образом она имеет единственный независимый инвариант Казимира. Форма Киллинга для группы вращений — это лишь символ Кронекера, а инвариант Казимира — просто сумма квадратов генераторов {\displaystyle L_{x},\,L_{y},\,L_{z}} данной алгебры. То есть, инвариант Казимира задаётся формулой
{\displaystyle L^{2}=L_{x}^{2}+L_{y}^{2}+L_{z}^{2}.}
В неприводимом представлении, инвариантность оператора Казимира предполагает его кратность единичному элементу e алгебры, так что
{\displaystyle L^{2}=L_{x}^{2}+L_{y}^{2}+L_{z}^{2}=\ell (\ell +1)e.}
В квантовой механике, скалярное значение {\displaystyle \ell } относится к полному моменту количества движения. Для конечномерных матричнозначных представлений группы вращений, {\displaystyle \ell } всегда является целым (для бозонных представлений) или полуцелым (для фермионных представлений).
Для данного числа {\displaystyle \ell }, матричное представление {\displaystyle (2\ell +1)}-мерно. Так, например, 3-мерное представление so(3) соответствует {\displaystyle \ell =1} и задаётся генераторами
{\displaystyle L_{x}={\begin{pmatrix}0&0&0\\0&0&-1\\0&1&0\end{pmatrix}},L_{y}={\begin{pmatrix}0&0&-1\\0&0&0\\1&0&0\end{pmatrix}},L_{z}={\begin{pmatrix}0&-1&0\\1&0&0\\0&0&0\end{pmatrix}}.}
Тогда инвариант Казимира:
{\displaystyle L^{2}=L_{x}^{2}+L_{y}^{2}+L_{z}^{2}=2{\begin{pmatrix}1&0&0\\0&1&0\\0&0&1\end{pmatrix}},}
так как {\displaystyle \ell (\ell +1)=2} при {\displaystyle \ell =1}. Таким же образом, 2-мерное представление имеет базис, задаваемый матрицами Паули, которые соответствуют спину 1/2.